# Shahrestān di Abadeh
Lo shahrestān di Abadeh (farsi شهرستان آباده) è uno dei 29 shahrestān della provincia di Fars, in Iran. Il capoluogo è Abadeh.